# Армия на Дъмбълдор
Армията на Дъмбълдор (или АД) е измислена ученическа организация в поредицата „Хари Потър“ на Джоан Роулинг.
Основана е в 5-а книга „Хари Потър и Орденът на феникса“ от главните герои Хари Потър, Рон Уизли и Хърмаяни Грейнджър, за да се изправят срещу режима на върховната инквизиторка Долорес Амбридж в Хогуортс, както и за да овладеят практически защитата от тъмните изкуства.

## История
В книгата „Хари Потър и Орденът на феникса“ новата професорка по Защита срещу черните изкуства Долорес Амбридж решава да преподава само основната теория в уроците, вместо да използва практическо обучение. Този подход на обучение не се одобрява от учениците, особено от петокурсниците като главните герои, които в края на учебната година трябва да държат изпити СОВА в Хогуортс. Хари Потър смята, че липсата на практически опит прави всички по-уязвими за Лорд Волдемор, въпреки че Министерството категорично отказва да признае, че той се е завърнал. Всичко това насърчава Хърмаяни да предложи създаването на ученическа група, в която Хари да преподава практически знания по Защита срещу черните изкуства.
Приятелката на Чо Мариета предава групата на Ъмбридж. Дъмбълдор поема отговорност за организирането на АД, за да предотврати изключването на Хари Потър и други нейни ученици. Той избягва, докогато министерските служители се опитват да го арестуват. Въпреки че сбирките на Армията на Дъмбълдор се прекратяват, трима от членовете ѝ – Джини, Невил и Луна – се присъединят към Хари, Рон и Хърмаяни в битката в Отдел „Мистерии“ в края на 5-а книга.
|  | Тази страница частично или изцяло представлява превод на страницата „Дороти Макинтош“ в Уикипедия на английски. Оригиналният текст, както и този превод, са защитени от Лиценза „Криейтив Комънс – Признание – Споделяне на споделеното“, а за съдържание, създадено преди юни 2009 година – от Лиценза за свободна документация на ГНУ. Прегледайте историята на редакциите на оригиналната страница, както и на преводната страница, за да видите списъка на съавторите. ВАЖНО: Този шаблон се отнася единствено до авторските права върху съдържанието на статията. Добавянето му не отменя изискването да се посочват конкретни източници на твърденията, които да бъдат благонадеждни. |